# Grammoptera ruficornis
Grammoptera ruficornis је инсект из реда тврдокрилаца (Coleoptera) и фамилије стрижибуба (Cerambycidae). Припада подфамилији Lepturinae.

## Распрострањење и станиште
Насељава целу Eвропу изузев појединих острва. У Србији се може наћи свуда, мада ретко на високим планинама. Омиљено станиште су јој листопадне шуме и пропланци.

## Опис
Grammoptera ruficornis је дугaчка 3—7 mm. Глава, груди и покрилца су црни, предње ноге жућкастобраон до црне боје. Жућкастобраон антене су средње дужине.

## Биологија
Ларва се две године развија у трулим гранама и гранчицама листопадног дрвећа.